# Castillo de Quinto
El castillo de Quinto fue una fortificación situada en el municipio zaragozano de Quinto. En la actualidad está protegido como zona arqueológica.

## Descripción
Se trataba de un castillo de origen musulmán, modificado posteriormente por los cristianos tras ser reconquistados estos territorios. En el siglo XV en el lugar en el que se encontraba el castillo, se construyó la iglesia de la Asunción de Nuestra Señora. Se conservan escasos restos como algunos muros en las inmediaciones de la iglesia y la parte baja de esta, de piedra, que contrasta con el ladrillo del resto de su fábrica.